# Felipe de Vera
Felipe de Vera (Madrid, ss. XVI-XVII) va ser un militar castellà, regidor de la vila de Madrid.
Besnet de Diego de Vera, membre d'una antiga família de la parròquia de Santa Maria de Madrid. Va estar actiu durant el regnat del rei Felip III, la seva carrera militar es va iniciar cap a 1596 i el va portar a ser alferes, capità tinent de mestre de camp i comissari d'infanteria, els seus llocs destí van ser diverses, hi destaca Flandes, França, Itàlia i a la mateixa Espanya, així com a Galeres. Va aixecar tres companyies d'infanteria a la península i en va guiar d'altres, i posteriorment nomenat comissari; per la seva bona feina en aquest àmbit, el monarca el va nomenar, el 8 de juny de 1619, capità ordinari d'infanteria.
En un moment donat també va exercir el càrrec de regidor de Madrid.